# Urumi (arma)
L'urumi (in malayalam ഉറുമി, ovvero "spada arricciata") è un'arma bianca originaria dell'India meridionale. Si tratta di una lunga spada in acciaio flessibile, abbastanza appuntita da penetrare la carne, ma sufficientemente flessibile da potere essere arrotolata a mo' di frusta.

## Descrizione

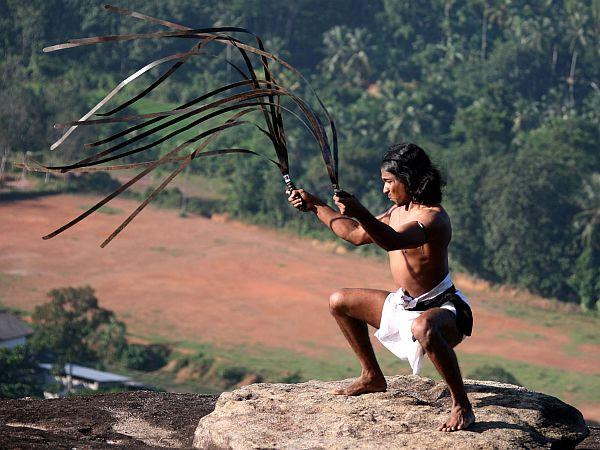
Un nativo che si esercita con una coppia di urumi

L'urumi ha un'impugnatura in ferro o ottone identica a quella del talwar, con una guardia a croce che, in una delle due parti trasversali, si dilunga inarcandosi verso il pomello, il quale è circondato da una flangia circolare. L'arma è composta da una o più lame in acciaio flessibile lunghe da 1,2 a 1,7 m e larghe da 19 a 25 mm. Per poterla utilizzare al meglio, il suo utilizzatore deve scegliere un modello le cui lame hanno una lunghezza corrispondente a quella complessiva dei suoi arti superiori distesi. È documentata l'esistenza, nello Sri Lanka, di combattenti in grado di utilizzare contemporaneamente due urumi con 32 lame ciascuno.
L'urumi viene maneggiato in modo simile a un mazzafrusto, tuttavia, a differenza di ciò che accade con quest'ultimo, viene fatto roteare dal combattente intorno a sé in modo da generare un'ipotetica "bolla difensiva" in grado di ferire più avversari nello stesso momento. Necessita anche di meno forza quando viene brandito in quanto il movimento delle sue lame viene potenziato dalla forza centrifuga. Così come accade per altre armi "leggere", per poterla usare al meglio bisogna disporre di grandi controllo, riflessi e agilità. Dal momento che le sue lame, flettendosi, possono ferire il suo utilizzatore, si tratta di un'arma particolarmente difficile da usare: secondo gli esperti, sarebbero infatti necessari dodici anni di pratica prima di usarlo in combattimento. Nelle varie discipline marziali indiane che ne fanno uso, viene insegnato per ultimo agli allievi più abili.
Durante gli spostamenti, l'urumi può essere arrotolato intorno alla vita come una cintura, con il manico che sporge dal fianco similmente a quello di una spada.

## Storia
L'urumi viene fatto risalire all'epoca dell'Impero Maurya (325 – 185 a.C.) e proviene dal Tamil Nadu e dal Kerala. Dal momento che, nell'antichità, le donne indiane erano solite portare delle cinture, l'urumi divenne una delle loro armi preferite. Alcune eroine delle leggende indiane, come ad esempio Unniyarcha, eccellevano nell'uso dell'urumi. L'arma si è poi diffusa in altre parti dell'India con altri nomi, tra cui surul pattai (lingua tamil), aara (hindī) e chuttuval (malayalam).
L'urumi è tutt'oggi utilizzato in arti marziali indiane come il Kalarippayattu e il Gatka.

## Dediche
Esiste un peptide, proveniente da un anuro dell'India meridionale, che dall'arma prende il nome di urumina, in grado di contrastare efficacemente l'Influenzavirus A sottotipo H1N1.